# Albourne
Albourne är en ort och civil parish i Storbritannien.   Den ligger i grevskapet West Sussex och riksdelen England, i den södra delen av landet, 60 km söder om huvudstaden London. Albourne ligger 42 meter över havet och antalet invånare är 600.
Terrängen runt Albourne är huvudsakligen platt, men åt sydväst är den kuperad. Runt Albourne är det mycket tätbefolkat, med 3 022 invånare per kvadratkilometer. Närmaste större samhälle är Brighton, 12,5 km söder om Albourne. Trakten runt Albourne består till största delen av jordbruksmark.